# Setaleyrodes quercicola
Setaleyrodes quercicola là một loài côn trùng cánh nửa trong họ Aleyrodidae, phân họ Aleyrodinae.
Setaleyrodes quercicola được Takahashi miêu tả khoa học đầu tiên năm 1934.